# 妖怪ウォッチ2 元祖/本家/真打
『妖怪ウォッチ2 元祖/本家/真打』（ようかいウォッチツー がんそ/ほんけ/しんうち）は、レベルファイブより日本では2014年に発売されたニンテンドー3DS専用ゲームソフト。
『元祖』『本家』2バージョンが2014年7月10日に同時発売。同年12月13日には追加クエストなどを含めた増補版の『妖怪ウォッチ2 真打』（ようかいウォッチツー しんうち）が発売された。本作についても記載。
ファミ通アワード2014 大賞（ゲーム・オブ・ザ・イヤー）、特別賞（ムーブメント大賞）、最優秀キャラクター賞（ジバニャン）、日本ゲーム大賞2015「年間作品部門」大賞・優秀賞・ベストセールス賞受賞作品。

## 概要
『妖怪ウォッチ』ゲームシリーズ第2作。前作同様、小学5年生の夏休みの日常が舞台となっており、主人公（ケータ/フミちゃん）が付けていた妖怪ウォッチが何者かの手によって消滅する所から始まる妖怪ウォッチ誕生の秘密へ迫る物語。ストーリー上で過去の町へ行けるようになる。『元祖』『本家』で一部ストーリー・登場する妖怪が異なる。また、本作の別バージョンや過去作のソフトをプレイまたは連動用の履歴を読み込むことで、連動限定の妖怪やダンジョンが登場する。この機能は後発のゲームシリーズでも継承されている。後発の『真打』には『元祖』『本家』のデータを全て引き継ぐことが出来る。
2014年1月よりテレビアニメ版『妖怪ウォッチ』の放送を開始し既にブームを起こしていた事もあり、本作が発売されると発売から4日間でパッケージ版の販売本数が128万本を越え、早くも前作『妖怪ウォッチ』の発売本数を上回った。また、国内出荷本数だけでも妖怪ウォッチ2の3作品の総計では国内だけでも600万本を超え、妖怪ウォッチシリーズのコンシューマーゲームとしては最も出荷本数が多いゲームとなった。
なお、今作よりアニメ版の設定をゲームに逆輸入した箇所があり、ウィスパーの性格付けやジバニャンの居住地・好物（魚介→チョコボー）などの変更、新たに追加変更された声優キャスティングやセリフ（コマさんの「もんげー!」の口癖、ロボニャンの配役、黒鬼やなまはげのボイスなど）がアニメ版に準拠した設定となった。
また、ランクが上下した妖怪（くしゃ武者、ガリ王子など）や、妖術の威力が変更になった妖怪（うみぼうず、ドケチングなど）がいる。

## ストーリー
ーある夏の暑い日ー
ある妖怪らの策略によって妖怪ウォッチが消滅し、それにまつわる記憶を完全に消去された主人公や妖怪たちは、妖怪ウォッチを手にする以前の生活を親子共々過ごしていた。しかし、「偶然」再び妖怪ウォッチを入手し、ガシャでウィスパーを引き当てると、記憶を完全に取り戻した。交差点にいたジバニャンの記憶も取り戻させて3人で家に帰り、以前の日常と妖怪で入り乱れた生活が再開する。そして、祖父の住むケマモト村を訪ねた事をきっかけに、過去の世界に旅をすることになる。

## ゲームシステム
クエストをはじめ、育成やバトルシステムなど、基本的には前作と同様。本作ではケマモト・ナギサキや過去の桜町など、よりストーリーの行動範囲が広くなっている。

### 育成システム
妖怪の種族は怪魔を含めて9種類（怪魔の陣形による変化は無し）、妖怪の性格の変更はないが、サボり度は「ビビリ」「超ずぼら」「ずぼら」「気まま」「すなお」「まじめ」「超まじめ」の7段階となった。

### 魂
本作からは「魂（こん）」という新システムが登場。手持ちの妖怪を魂化しそれを他の妖怪に装備させることによって、様々な効果を発揮する。魂化した妖怪は妖怪メダルが無くなるので呼び出すことは出来なくなる。魂同士の合成により強化され（最大でレベル10）、合成する魂によっては特殊な力を持つ「レア魂」になることもある。

### バトルシステム
基本的に前作と同様だが、ストーリーで「妖怪ウォッチ 零式」入手後は以下の内容が追加される。
わざ
零式入手後は、随時「Gわざ」と切り替えて強力な必殺技（技名の後にG（ガッツ）と付く）を放てるが、妖力ゲージは発動する妖怪の両隣（片方が控えでも可）も含めた3体分の蓄積が必要になる。また、Gわざにすることで、麒麟やイッカクの「味方の前衛妖怪のHP全回復→味方全員HP全回復」やおもいだ神の「前衛妖怪おはらいのみ→前衛妖怪おはらい＋HP回復」とわすれん帽の「相手の良いとりつきの効果を消す→消しつつダメージ」などの隠し機能もある。
ねらう
零式入手後は、切り替えると「つつく」に変化し、下画面でサボったりとりつかれている妖怪をタッチでつつくことにより様々な効果が現れる。効果は「HPダメージ」「妖気を吸収」「一撃（当該妖怪に999ダメージ。そのため、信号機イベントによるなまはげなどは倒れない場合もある）」「お金を落とさせて報酬アップ」「バトル後友だちになりやすくなる」の5種類であり、通信対戦などでは前者3つに限定される。

### 通信システム
3DSのローカル通信やインターネット通信を用いたプレイができる。
通信対戦
基本的なバトルシステムは通常のバトルと同様であるが、以下のルールが追加される。
- 戦闘開始された段階では、HPが満タン、妖力ゲージが0。
- アイテム、STARTボタンによる一時停止は使用できない。
- メンバーサークルの回転に時間制限（3秒ルール）がある。

更に、公式ルールでは以下のルールも追加される。
- レベルが60で固定。
- SランクとAランクの妖怪はそれぞれ2体まで。
- 赤鬼・青鬼・黒鬼はいずれか1体まで（「元祖/本家」更新データVer2.0以降、「真打」のみ）。
- バトルの時間が一定時間長引くと、全員の与ダメージが999になるサドンデスに突入する。サドンデス中は物理攻撃のみになる。

「元祖」「本家」の更新データVer1.3以降、「真打」で最新バージョンの相手と対戦した場合は、最後までバトルを行うと勝敗に関わらず公式ポイント（KP）が貰える。公式ポイントは、金の手形やスペシャルコインなどのアイテムに交換できる。
通信交換
各バージョン限定の妖怪も、この機能を利用して「ともだち」にすることができる。
一部の妖怪はストーリークリア後か、妖怪ウォッチがSランク（エラベールコインで入手する妖怪）にならないと交換出来ない。

## イベント
鬼時間
前作とほぼ同様だが、戦闘がなくなっており（アイテムによる討伐は可能）、鬼に追いつかれると金棒で飛ばされ家に戻る（桜町の場合は駅へ）。また、宝箱は鬼玉となっていたり、一定時間経つと鬼が増えたり、出口が一定時間経つと現れるシステムになっていたり、脱出すると鬼ガシャが回せる（中身はその時の鬼玉の数に応じて変わる）ようになっているなどの変更が施されている。
えんえんトンネル
うんがい鏡開放以降、ケマモト村北の端から入ることができる古びたトンネル。1日1回のみ入れ、一度中に入ると後戻りはできない（途中離脱は可能）。
周囲が暗闇となった異様な一本道を延々と歩き続けるが、途中で様々な人物・妖怪や物体などが現れ、その時の行動によってトンネルの長さが前後する。奥に行けば行くほどもらえるアイテムと出現妖怪のレア度が上がる。
ポール登り
1日1回登ることが出来るさくら第一小学校の校庭にあるポール。 このポールに3日挑戦すると1番上まで登れるようになる。4日目以降からイベントが発生したり特別なものが見えたりする。ブリー隊長はこのイベントのみで入手できる。
自転車レース
マップ内の人物から自転車レース勝負を挑まれ、3人のキャラクターとの対戦で特定のコースをクリアする。人間だけでなく妖怪が参戦するレースも多数ある。真打限定のコースも登場。
指名手配妖怪
フィールドを駆け回り指名手配妖怪を確保するシステムは前作と同じだが、今作からはその妖怪が大幅に増え、確保の際の戦闘システムが追加されている（それに伴いオリジナル必殺技やオリジナルのとりつきもある）。確保後のパスワードシステムがなくなり、その場で報酬がもらえるようになっている。また、指名手配妖怪トロフィーがなくなっている（一定数確保・全妖怪確保によるトロフィーはある）。
狐の嫁入り
さくら住宅街が天気雨でゲーム内時間0時〜6時の時に起きるイベント。
百鬼夜行桜
さくら中央シティの夜に発生する。
ドリアン佐藤のパレード
そよ風ヒルズで歩いていると声を掛けられて発生する。
モノマネキンダンス
おつかい横丁(夜)を歩いていると発生する。

### 妖怪ウォッチバスターズ
「鬼時間」を基にしたアクションゲーム。自身が妖怪となり、鬼玉を集めながらボス妖怪と戦い脱出するミニゲームである。ローカル通信を用いることで最大4人でのプレイが可能（インターネット通信は後の『赤猫団 / 白犬隊 / 月兎組』以降で対応する）。
妖怪の「やくわり」は以下のいずれかであり、能力や得意技が異なる。
- アタッカー - 攻撃力が高く、通常攻撃や妖術で敵を攻める。
- タンク - 防御力が高く、敵を引き付けて仲間を守る。
- ヒーラー - 回復に長けており、攻撃を受けやすいアタッカーやタンクを補助する。
- レンジャー - 特殊な技を繰り出すことができ、攻撃だけでなく攻撃強化や攻撃回避の能力を持つ。

#### 妖怪ウォッチバスターズ/真・バスターズ
『2』のコースは以下の4種類があり、それぞれのコースによって必要な手形と報酬が異なる（下に行くほど景品が豪華）。
- ノーマル大作戦 - 手形不要、好きなだけ遊べる。
- ブロンズ大作戦 - 銅の手形が必要・ボスのレベル+10
- シルバー大作戦 - 銀の手形が必要・ボスのレベル+20
- ゴールデン大作戦 - 金の手形が必要・ボスのレベル+30

当初は登場するボスが赤鬼、青鬼、黒鬼の3体のみであったが、『2』の「元祖」「本家」の更新データVer2.0以降、「真打」で登場するボスが増加。また、『2』の「元祖」「本家」の更新データVer2.0で追加されたボス元祖限定は「レッドJ」本家は「マイティードッグ」真打限定は「鬼食い」「イカカモネ議長」「トキヲ・ウバウネ」「日ノ神」となっている。

## 登場キャラクター

### 人間
ゲーム開始時にケータとフミちゃんのどちらかを選び、名前の変更も可能（苗字は固定）。ゲーム中のセリフなども一部変化する。
ケータ / 天野 景太（あまの けいた）
声 - 戸松遥
男の子主人公。さくらニュータウンに住む小学5年生。今作では過去の世界へ行き、妖怪ウォッチ製造者である祖父ケイゾウのもとを訪ねる事となる。
フミ / 木霊 文花（こだま ふみか）
声 - 遠藤綾
女の子主人公。主人公に選んだ場合、妖怪ウォッチ製造者は祖父フミアキとなる。
天野 ケイゾウ（あまの ケイゾウ）
声 - 朴璐美
男の子主人公を選択した場合に登場するケータの祖父。人工の妖怪ウォッチである「妖怪ウォッチ零式（ようかいうぉっちぜろしき）」の開発者。今作では主人公と共に困難を乗り越えて、妖怪ウォッチの完成に尽力することになる。毛馬本村在住。
木霊 フミアキ（こだま フミアキ）
声 - 高野菜々
女の子主人公を選択した場合に登場するフミちゃんの祖父。設定は上と同様。毛馬本村在住。

### ストーリーにおける主要な妖怪
ウィスパー
声 - 関智一
妖怪ウォッチを奪われ記憶を失っていた主人公のもとに、ガシャから再び現れる。
本作以降では、アニメ同様に妖怪の知識が疎い知ったかぶりの性格設定が追加され、前作のような有能さが減り三枚目的な言動も多くなった。
『真打』では「妖怪軍師ウィスベェ」と呼ばれていた過去のエピソードも明かされる。
ジバニャン
声 - 小桜エツコ
今作からはアニメ同様に主人公の家に居候するようになり、主人公と一緒に行動する。
今作では生前の姿「アカマル」だった過去のエピソードも明かされる。
フユニャン
声 - 梶裕貴
今作のキーキャラクターとなるネコ妖怪。必殺技は「ど根性ストレート肉球」。ケイゾウ / フミアキのパートナーで、昭和のヒーローらしい熱い性格。
土蜘蛛
声 - 浅利遼太
「元祖軍」妖怪を率いる、蜘蛛の化身である古典妖怪。
大ガマ
声 - 日野未歩
「本家軍」妖怪を率いる、ガマガエルの化身である古典妖怪。

## 用語
妖怪
本作より古典妖怪、怪魔が登場。現代の妖怪は区別のため「イマドキ妖怪」とも呼ばれるようになる。レジェンド妖怪も新たに追加された。
妖怪ウォッチ
今作では主人公が妖怪ウォッチを奪われた事が事件の発端となった。
妖怪ウォッチ零式
主人公の祖父が開発した、世界で初めての人工による妖怪ウォッチ。妖怪以上の隠蔽力を持つ「怪魔」を見つけることができる。
妖怪メダル
本作では「Zメダル」や「古典メダル」が追加された。
本作と劇場版によると、主人公の祖父が助けた妖怪達の名前が記された牛乳瓶の蓋が妖怪メダルのベースとなっている。
妖怪パッド
メニュー画面での作業はこの妖怪パッドで行える。今作からはアプリが大幅に増えたことや「じょうほう」がなくなったことで、スクロールによる画面移動機能が追加されている。また、アプリの位置変更が可能に。

## 舞台
今作では電車での移動も可能。人間界のエリアの最寄り駅は全て『さくら鉄道』の駅とされている。
さくらニュータウン
さくら住宅街
ケータ・フミの家やさくら第一小学校などがあり、マップ中央よりやや上にはおもいで屋（1章・10章以降で登場）という不思議な店もオープンしている。
おおもり山
妖怪ガシャがある。また、おふだを売ってくれるおじいさんも引き続き登場。北東に行くと登山道という新ダンジョンがあり、おおもり山の山頂へと繋がる（こちらも新マップ）。モデルは福岡市の飯盛山および飯盛神社である。
団々坂
さすらい荘は健在。ツチノコパンダはここでのみ入手できる。駅の増加によりこひなた駅から様々なところへ行けるようになった。
さくら中央シティ/桜中央
前作では建設中だった「さくらスポーツクラブ」が営業開始している。イカカモネ議長（最終形態）とはここでバトルできる。
おつかい横丁
あんのん団地にエンカウントしてくる妖怪がいなくなり、出現する部屋の際もバトルは任意となっている。また、ふくろじじいのガシャコインのショップはナギサキの潮騒の岩屋というダンジョンに移転している。
そよ風ヒルズ
前作、北にあったもののけ道はジャンボスライダーになっており、さらに北へ進むとおおもり山の山頂へと繋がる。
さくらEXツリー / さくらぎ地区
高層タワーを中心としたエリア。中央線さくらぎ駅が最寄り。そよ風ヒルズの東に位置するが、地区の行き来にはうんがい鏡か電車による移動が便利。
ケマモト村（毛馬本村）
主人公の父方の祖母が暮らす村で、主人公の父親の故郷でもある。やまびこ線毛馬本駅が最寄りであり、電車に乗って行くことができるが、毛馬本駅からケマモト村の集落までは、さらにバスに乗って移動する必要がある。過去世界でも、桜町とは汽車で行き来ができる。ショップは小さな商店が一軒あるのみで、北の端には「えんえんトンネル」の入り口がある。
映画第1作で描かれたネットニュースによると、「ケマモト市」という街も存在するが、関連性は不明。名前の由来は熊本県。
ナギサキ（那岐崎）
のどかな漁村。電車では中央線那岐崎駅が最寄りであり、うんがい鏡解放までは電車による移動が必須となる。ダンジョンや宝箱が多く、あやかし通りという連動ダンジョンもある。『真打』では地元の漁師に依頼する沖合まで漁船を出して魚釣りに協力してくれる。また、潮騒の岩屋にはふくろじじいのガシャコインのショップがある。ナゾの立て札でふくろじじいを呼び出すことが条件、かつ交換できるのは一日一色のみ（今作より登場のコインの欠片8枚と当該色のガシャコイン1枚を交換するシステム。枚数は何枚でも可）。名前の由来は長崎県。
青葉原駅（アオバ）
中央線桜中央駅の隣駅である。次回作に登場する「アオバハラ」が駅前には広がるが、今作では電車に乗って駅構内にのみ行く事が出来る。名前の由来は秋葉原と考えられる。
たぞの駅
やまびこ線にある駅。たぞのには次回作に登場する「えんえんあぜみち」があるが、今作では電車に乗って駅構内にのみ行く事が出来る。名前の由来は田園調布の「田園」の読み方を変えたものと考えられる。

妖魔界 / 妖怪ワールド

妖魔界
前作のボスのイカカモネ議長は第一形態のみ登場（ナゾの立て札でヤミ鏡を呼び出す必要がある）。また、白い妖怪やこめ爺は出現しなくなっている他、クエストを受けると黄泉ゲンスイとのバトルができる。
ムゲン地獄
どんどろだけでなく、今作のボスのトキヲ・ウバウネも人間界を混乱された罰として60年間ここに封印されていた。
アミダ極楽
どんどろを討伐すると行ける新ダンジョン。ラスボスとしてあやとりさまが待ち構える。
あやかし通り
違うバージョンと連動させる事でナギサキの廃屋から行けるダンジョン。あやかし通り1号線〜6号線を進むとランプウェイに繋がり、そこから本線・真の元祖道・真の本家道・金ピカ都市高へと接続している。各ダンジョンの終点に現れているボスを倒すと、特別なガシャが回せる（ボスとの戦闘は現実時間で一日一回）。もののけ道が本線にてリメイクされている。

## 妖怪ウォッチ2 真打での追加要素

### 追加要素
物語は元祖/本家と同様だが、同月20日公開の「映画 妖怪ウォッチ 誕生の秘密だニャン!」のエピソードを追加収録。またミニゲームの妖怪ウォッチバスターズに「真バスターズ」モードの追加、真打専用の新ダンジョンや妖怪の追加等がされている。またクエストが追加され、ゲラゲラ奈落リゾートに行けるようになる。

### 追加マップ
佐和山城（戦国時代）
実在するエリア。一定条件を満たすことにより、過去の桜町からうんがい三面鏡で行くことが出来る。夜の城下町には妖怪が出没する。かつてウバウネがおトキとして生きていた時代、そして城主である石田三成がウィスベェ（ウィスパー）を妖怪軍師として迎えていた時代である。なお、主人公が行けるようになると、ヤミキュウビが登場し、一日一回バトルが出来る。更に大くだんのクエストがありクリアすると神通力水を手に入れることができる。
妖魔界
ゲラゲラ奈落リゾート
「ゲラゲランド」「ごくらく温泉」「きもだ飯」の3つと、その3つから行ける「怪舞伎座」のエリアがつながったダンジョン。ひびきの線むこう谷駅から妖魔特急に乗って行くことができる。また、ゲラゲラ奈落リゾートへ行くクエストをクリアすると「ふくふく超特急」に乗れるようになり（ゲラゲラ奈落リゾートの駅だけでなくすべての駅に低確率で停車）、満福おたふくへ行くことが出来るようになる。満福おたふくでは福ガシャを回すことができ、豪華な景品が入手できる。駅中央にいるおたやんに話かけるとアイテムがもらえて満福おたふく駅に降りて話をかけるごとにアイテムがよくなる。また、ヒカリオロチと一日一回バトルが出来る。列車内でも車内販売として安価で食べ物や手形を購入でき、列車に出没しているボー坊を討伐すると大量の経験値がもらえる。

### データの引き継ぎ
「真打」では、「元祖」「本家」からのほぼすべてのデータを引き継いでプレイすることが可能である。ただし、引き継ぎできるのはセーブデータ1つにつき1回のみであり、「元祖」「本家」で更新データVer2.0以降をダウンロードする必要がある。引き継ぎデータをSDカードに保存する際や、真打のにっきに引き継ぎデータを保存する際は注意が必要である。ストーリーやクエストなどの内容、「ようかいメダル」や「もちもの」、バージョン限定クエスト等は引き継がれるが、ランダムバトルの今週の勝ち点や受け取っていない報酬は引き継がれず、仲間にする際にクエストが発生しないバージョン限定妖怪も出現しない。
引き継ぎをする前に「真打」で更新データVer1.1以降をダウンロードすることが公式から推奨されている。更新後に引き継ぎを行うと、「元祖」からの引き継ぎではジバニャンSが、「本家」からの引き継ぎではコマさんSが「真打」に出現するようになる。

## 連動機能
本作以降、シリーズの別バージョンや過去作と連動（連動用プレイデータを本体に保有）した場合に恩恵が得られるようになっている。

### ゲームソフト間の連動
『元祖』と『本家』のみの連動
限定ダンジョンのあやかし通りが登場する。ダンジョンの中間地点ともいえるランプウェイでは一本道しか進めない。このダンジョン限定であるほむら天狗、おねむの精が入手可能。
『元祖』と『真打』の連動
限定ダンジョンのあやかし通りが登場する。ランプウェイでは手前にある分岐ルートの真の元祖道に行ける。このダンジョン限定の赤鬼、ルビーニャンが入手可能。
『本家』と『真打』の連動
限定ダンジョンのあやかし通りが登場する。ランプウェイでは奥にある分岐ルートの真の本家道に行ける。このダンジョン限定の青鬼、トパニャンが入手可能。
3バージョン全ての連動
限定ダンジョンのあやかし通りが登場する。ランプウェイでは真ん中にある分岐ルートの金ピカ都市高に行ける。このダンジョン限定の黒鬼、サファイニャン、エメラルニャン、ダイヤニャン、妖怪ガッツが入手可能。
妖怪ウォッチ (初代)
「ふしぎなレンズ」で写真を撮り（本体カメラまたはSDカードに保存することが必須）、2でおおもり神社にいる「なぞのおじさん」に話しかけると、ブチニャン、コマさん（がまぐちポーチ付）、ツチノコ（チョウネクタイ）の3体から好きな妖怪を選んで「ともだち」にできる「超エラベールコイン」がもらえる。

### 玩具との連動
妖怪メダル
妖怪メダル裏面のQRコードをカメラで読み取る事で、ガシャコインやアイテム、特別な妖怪などを入手できる。

## コラボレーションゲーム
ワンダーフリックR
レベルファイブ制作のRPG。ジバニャンがゲスト出演、アバターをレベル22以上にすると『妖怪ウォッチ2 元祖／本家／真打』で「ワンダーニャン」の引き換えができるようになっていた。2015年9月14日をもってサービス終了に伴い引き換えも終了したため、現在はワンダーニャンは正規入手不可となっている。
太鼓の達人
バンダイナムコエンターテインメント（現：バンダイナムコアミューズメント）発売の音楽ゲームシリーズ。本作のクエスト上で、マスコットキャラクターの「どんちゃん（和田どん）」が妖怪として登場する。

## タイアップ
- 熊本県のPRマスコットキャラクター・くまモンが作中に登場する。なお作中にはケマモト村に「ケマモン」という妖怪も登場する。

## ゲーム内アニメスタッフ
- アニメーションエグゼクティブプロデューサー - 奥野敏聡
- 監督・絵コンテ - ウシロシンジ
- 演出 - 駒谷健一郎、矢野孝典、松山容子
- 総作画監督 - 武内啓
- 作画監督 - 酒向大輔・長森佳容
- 動画検査 - 一条望・池牟禮明子
- 色彩設計 - 角野江美
- 色指定・仕上検査 - 角野江美、サイトウチヅエ
- 特殊効果 - 太田憲之
- 美術監督 - 小濱俊裕
- 美術設定 - 青木薫
- 美術 - 美峰

- 撮影監修 - 柚木脇達己
- 撮影監督 - 山道奈保美
- CGI - OLM Digital
- CGIプロデューサー - 小林雅士
- CGIディレクター - 三上康博
- 編集 - 三浦亜矢子
- アニメーション制作協力 - HORNETS
- 制作進行 - 石崎克誉、阿部勇、八田正宣
- 制作デスク - 河北学
- 制作担当 - 井上たかし
- アニメーション制作 - OLM TEAM INOUE

## 主題歌

### オープニングテーマ
「祭り囃子でゲラゲラポー」（元祖）
「初恋峠でゲラゲラポー」（本家）
「ゲラッポ・ダンストレイン」（真打）
作詞 - motsu / 作曲・編曲 - 菊谷知樹 / 歌 - キング・クリームソーダ

### エンディングテーマ
「ダン・ダン ドゥビ・ズバー!」（元祖 / 本家）
作詞 - motsu & 高木貴司 / 作曲・編曲 - 菊谷知樹 / 歌 - キング・クリームソーダ
「クワガタとカブトムシ」（真打）
作詞 - motsu / 作曲・編曲 - 菊谷知樹 / 歌 - キング・クリームソーダ

## 余談
トロフィーはゲーム内であることを達成するともらえるシステムに変更されている（最初は「トロフィーアプリをインストールした」らもらえる）。
多くの実況系YouTuberが、実況プレイしている動画が数多く存在する。2021年6月にYouTuberのバベルがえんえんトンネルをカンスト。さらに同時接続29万人を記録したことや、配信を鈴木ゆゆうたが視聴していたことで話題になった。